# Língua tlingit
A língua tlingit (pronunciada [ɬɪ̀nkɪ́tʰ]) é uma língua pertencente à família Na-Dené, falada pelo povo tlingit por aproximadamente 315 falantes, sendo 255 no Canadá (de acordo com o censo de 2018) e aproximadamente 60 nos Estados Unidos (2020), na região que engloba parte da Columbia Britânica, Yukon, Yakutat, Klukwan, Juneau, Angoon, Sitka, Kake, Wrangell, Craig e Ketchikan. É uma das línguas oficiais do Alasca.  A UNESCO classifica o tlingit como "criticamente ameaçada”.
Atualmente, há um enorme esforço com programas de revitalização no sudeste do Alasca para restabelecer e preservar a língua e a cultura desse povo.

## Etimologia
A palavra tlingit "łingít" significa “pessoa, povo”, mas está associada com o próprio povo, em contraste com outras etnias como o haida (Deikeenaa /teːkʰiːnaː/), tsimshian (Tsʼootsxán /tsʼuːtsxán/), athabaskan (G̱unanaa /qunanaː/), e assim por diante. Este nome também é usado para se referir ao idioma tlingit na frase Lingít Yoo X̱ʼatángi (/ɬinkít juːχʼatánki/), “língua tlingit”.
Um outro nome pelo qual a língua é conhecida é kolosh (Колюж /koˈlʲuʐ/) que referia-se ao labret que era usado no lábio inferior por mulheres tlingit de alto status.

## Distribuição

### Distribuição geográfica
A língua tlingit é falada por um vasto território, que ocupa quase a totalidade do arquiéelago de Alexandre, nas áreas de Yakutat, Klukwan, Juneau, Angoon, Sitka, Kake, Wrangell, Craig e Ketchikan, parte de Yukon e a costa oeste da Columbia Britânica, fazendo fronteira linguística com as línguas tsimshiana, tagish, tahltan, eyak, ahtna, haida e tutchone.

### Dialetos
Os dialetos tlingit são compostos por 4 ramos principais: tongass, setentrional, transicional e meridional. A principal diferença entre os quatro dialetos é como o idioma lida com as vogais e a contração dos verbos. Os dialetos de transição e do sul combinados têm muito poucos falantes, enquanto Tongass não tem falantes conhecidos.

#### Tlingit tongass
Falado em Duke Island, Metlakatla, Port Stewart e Tongass. O dialeto tongass só foi publicado em forma ortográfica uma vez, em um sistema que dependia de distinguir as vogais VVʻ e VVʼ do VV comum, o que se torna visualmente impraticável. As vogais nesse dialeto se apresentam como: curtas (v), aspiradas (vh), glotalizadas (vʼv) e longas (vv).

#### Tlingit meridional
Se subdivide nos dialetos sanya (falado em Cape Fox, Kah Shakes Cove, Naha Bay, Unuk River, Chickamin River e Yes Bay) e henya (falado em Craig, Klawock, Tuxekan e Kuyu). Nunca foi escrito extensivamente em uma ortografia que preservasse suas distinções de tom. As vogais do tlingit meridional são: curtas e altas (v́), curtas e baixas (v), longas e fracas (v́v̀) e longas e baixa s(vv). As diferenças entre Sanya e Henya Tlingit estão principalmente na morfofonologia do prefixo verbal, no entanto há tão pouca descrição dos subdialetos que é difícil estabelecer qualquer outra distinção confiável entre as duas variedades.

#### Tlingit transicional
Dialeto de transição entre os dialetos meridional e do setentrional. É falado em Wrangell, Petersburg, Kake e Angoon.

#### Tlingit setentrional
Se subdivide nos dialetos central (falado em Sitka, Angoon, Killisnoo, Tenakee, Sumdum, Taku , Juneau, Douglas, Auke Bay , Hoonah, Haines Deishú, Klukwan e Skagway), tlingit da costa do golfo (falado em Lituya Bay, Dry Bay , Yakutat, Icy Bay, Kaliakh) e interior (falado em Sumdum , Atlin , Teslin , Tagish e Carcross). As vogais do tlingit setentrional são: curtas e altas (v́), curtas e baixas (v), longas e altas (v́v) e longas e baixas (vv).

## História
Os primeiros materiais descritivos da língua do período de 1741 a 1900 fornecem informações valiosas sobre a história da língua, embora sejam pouco relevantes para análises gramaticais. A mais antiga descrição gramatical coerente é de Ivan Veniaminov, de 1846, que seguiu um modelo grego e latino. Sendo um padre ortodoxo russo, a transcrição de Veniaminov é em cirílico. Ele parece ter sido auxiliado às vezes por falantes de Tlingit alfabetizados em cirílico, que contribuíram com uma variedade de diacríticos sutis que são facilmente ignorados, mas que aparentemente capturam contrastes fonêmicos que não são facilmente percebidos por falantes de russo.
Existe um processo de revitalização da língua, onde, pela primeira vez em 50 anos, crianças estão voltando a ser crescer junto a língua. A maioria dos falantes possui mais de 70, mas a expectativa é de que a língua continue viva com as novas gerações. Atualmente, existem professores em todos os níveis de ensino, e o idioma está sendo ensinado e usado com crianças de Carcross, Teslin, Sitka, Juneau, Yakutat, Hoonah e Wrangell. Existem programas de mestre-aprendiz em Juneau, Yakutat e Sitka, e há pelo menos um falante fluente em 15 comunidades. Muitas aulas de idiomas na University of Alaska Southeast (UAS) são transmitidas e arquivadas no YouTube para que qualquer pessoa com conexão à Internet tenha acesso às aulas.
Em abril de 2014, o Alaska HB 216 reconheceu o tlingit como língua oficial do Alasca, apoiando a revitalização do idioma.

## Fonologia

### Consoantes
Dependendo de quais fonemas estão incluídos, o inventário consonantal tlingit varia entre 44 e 48 consoantes.
|             |             | Bilabial | Alveolar | Pós-Alveolar | Palatal | Velar | Labiovelar | Uvular | Labial-uvular | Glotal | Labial-glotal |
| ----------- | ----------- | -------- | -------- | ------------ | ------- | ----- | ---------- | ------ | ------------- | ------ | ------------- |
| Plosiva     | Desvozeada  | p        | t        |              |         | k     | kʷ         | q      | qʷ            | ʔ      | ʔʷ            |
| Plosiva     | Aspirada    | pʰ       | tʰ       |              |         | kʰ    | kʰʷ        | qʰ     | qʰ            |        |               |
| Plosiva     | Ejetiva     |          | tʼ       |              |         | kʼ    | kʼʷ        | qʼ     | qʼʷ           |        |               |
| Africada    | Desvozeada  |          | ts tɬ    | tʃ           |         |       |            |        |               |        |               |
| Africada    | Aspirada    |          | tsʰ tɬʰ  | tʃʰ          |         |       |            |        |               |        |               |
| Africada    | Ejetiva     |          | tsʼ tɬʼ  | tʃ           |         |       |            |        |               |        |               |
| Fricativa   | Desvozeada  |          | s ɬ      | ʃ            |         | x     | xʷ         | χ      | χʷ            | h      | hʷ            |
| Fricativa   | Ejetiva     |          | sʼ ɬʼ    |              |         | xʼ    | xʼʷ        | χʼ     | χʼʷ           |        |               |
| Nasal       | Nasal       | m        | n        |              |         |       |            |        |               |        |               |
| Aproximante | Aproximante |          |          |              | j       |       | w          |        |               |        |               |

### Vogais
A língua tlingit possui 4 principais fonemas vocálicos, que se subdividem em longo/curto e baixo/alto para a formação de tons.
|         | Anterior   | Central    | Posterior  |
| ------- | ---------- | ---------- | ---------- |
| Fechada | i(ː), í(ː) |            | u(ː), ú(ː) |
| Média   | e(ː), é(ː) |            |            |
| Aberta  |            | a(ː), á(ː) |            |

## Ortografia
A língua tlingit possui 3 ortografias em uso, além de outras encontradas em publicações anteriores que ainda são referenciadas. Houve tentativas de escrever a língua tlingit no alfabeto cirílico durante o período colonial russo e, posteriormente, pelos membros da igreja ortodoxa russa, mas não houve adoção popular. Atualmente a língua tlingit usa como base o alfabeto latino.

### Ortografia Popular Revisada (PR)
Tem estado em uso contínuo com pequenas modificações desde meados da década de 1970 e é a mais difundida entre a comunidade tlingit, junto da ortografia de e-mail na comunicação eletrônica. Foi desenvolvida a partir das ortografias de Naish-Story.
Ainda há reclamações sobre a ortografia popular revisada, embora poucas pessoas além dos linguistas se oponham à sua representação vocálica inglesa. No entanto, algumas pequenas mudanças surgiram sem qualquer promoção oficial, como o uso ocasional de ⟨ł⟩ em vez de ⟨l⟩ para a fricativa lateral surda /ɬ/, e a adoção de vogais finais curtas para sufixos como alativo -dé que variam entre curto e longo.

### Ortografia Leer
A ortografia Leer foi desenvolvida por Jeff Leer em meados da década de 1980. Chegou a ser oficialmente empregada por organizações e governos em Atlin, Teslin, Carcross, Tagish e Whitehorse (sendo reconhecida entre os dialetos do interior e recebendo os nomes de ortografia "inland", yukon ou canadense), desde o início dos anos 1990 até o início dos anos 2010. A partir de 2018, todas as comunidades tlingit do interior e o YNLC (Yukon Native Language Centre) voltaram a utilizar a ortografia Popular Revisada.
Uma grande inovação é a combinação de ⟨C⟩ + ⟨h⟩ para representar sons uvulares, então uvular ⟨gh⟩ /q/ é diferente de velar ⟨g⟩ /k/ e uvular ⟨xhʼw⟩ /χʼʷ/ de velar ⟨xʼw⟩ /xʼʷ/.
Há dificuldade em digitar ⟨ł⟩ para o muito frequente /ɬ/, e o uso de ⟨C⟩ + ⟨h⟩ pode levar a sequências ortográficas muito grandes, como ⟨khwxhʼ⟩ para /qʷχʼʷ/, que ocorre na palavra 'beija-flor': tlʼekhwxhʼaxhdakhín (pronunciada /tɬʼèqʷχʼàχtàqʰín/).
A causa principal da rejeição à ortografia Leer é a combinação de duração e tom em um único diacrítico. As vogais curtas de tom baixo não são marcadas como ⟨a⟩ /à/ e as vogais curtas de tom alto têm um agudo como ⟨á⟩ /á/ que é idêntico à ortografia popular revisada. Mas, em vez de dígrafos, uma vogal longa de tom baixo tem um diacrítico grave ⟨à⟩ /àː/ e uma vogal longa de tom alto tem um circunflexo ⟨â⟩ /áː/. 

### Ortografia de e-mail
A ortografia de e-mail foi desenvolvida anonimamente, a partir da da ortografia popular revisada, que surgiu durante o final dos anos 1990 e início dos anos 2000. Adota a mesma representação ⟨C⟩ + ⟨h⟩ para consoantes uvulares da ortografia Leer, mas mantém o resto do sistema popular.
Surgiu como uma solução para o problema de digitar diacríticos sublinhados no final dos anos 1990, durante a disseminação do e-mail e do acesso à Internet entre a população tlingit no Alasca. Recebeu o nome “ortografia de e-mail” com base em seu contexto inicial de uso, mas é frequentemente visto em sites de mídia social como o Facebook e em mensagens de texto SMS, bem como ocasionalmente em coisas impressas, como placas, cartões de visita e panfletos.

### Tabela comparativa
| Fonema | Popular Revisada | Leer | Aproximação com o português                                |
| ------ | ---------------- | ---- | ---------------------------------------------------------- |
| p      | b                | b    | topo                                                       |
| pʰ     | p                | p    | pat, em inglês                                             |
| m      | m                | m    | mesa                                                       |
| t      | d                | d    | tempo                                                      |
| tʰ     | t                | t    | taste, em inglês                                           |
| t'     | t'               | t'   | sem correspondência                                        |
| n      | n                | n    | nata                                                       |
| s      | s                | s    | saco                                                       |
| s'     | s'               | s'   | sem correspondência                                        |
| ts     | dz               | dz   | pizza                                                      |
| tsʰ    | ts               | ts   | sem correspondência                                        |
| tsʼ    | ts'              | ts'  | sem correspondência                                        |
| ʃ      | sh               | sh   | xarope                                                     |
| tʃ     | j                | j    | tchau                                                      |
| tʃ ʰ   | ch               | ch   | chick, no inglês                                           |
| tʃ ʼ   | ch'              | ch'  | sem correspondência                                        |
| l      | ṉ                | l    | lua                                                        |
| ɬ      | l                | ł    | pronuciado como [ʃ], mas com a saída do som pelas laterais |
| ɬ'     | l'               | ł'   | sem correspondência                                        |
| tɬ     | dl               | dl   | tlapalería, em castelhano                                  |
| tɬʰ    | tl               | tl   | sem correspondência                                        |
| tɬ'    | tl'              | tl'  | sem correspondência                                        |
| l      | ḻ                | l    | calor                                                      |
| j      | y                | y    | saia                                                       |
| k      | g                | g    | cores                                                      |
| kʰ     | k                | k    | kiss, em inglês                                            |
| k'     | k'               | k'   | semelhante a back, em inglês                               |
| x      | x                | x    | arrasto                                                    |
| x'     | x'               | x'   | sem correspondência                                        |
| ɰ      | ÿ                | ÿ    | agua, em espanhol                                          |
| kʷ     | gw               | gw   | quanto                                                     |
| kʰʷ    | kw               | kw   | queen, em inglês                                           |
| kʼʷ    | k'w              | k'w  | Pronuciado como [kʷ], mas de maneira ejetiva               |
| xʷ     | xw               | xw   | como c em casa, mas pronunciado com a língua mais atrás    |
| xʼʷ    | x'w              | x'w  | sem correspondência                                        |
| w      | w                | w    | principal                                                  |
| q      | g̱                | gh   | Como c em casa, mas pronunciado com a língua mais atrás    |
| qʰ     | ḵ                | kh   | sem correspondência                                        |
| q'     | ḵ'               | kh'  | sem correspondência                                        |
| χ      | x̱                | xh   | Como [x], mas o som vem mais da garganta.                  |
| χ'     | x̱'               | xh'  | sem correspondência                                        |
| qʷ     | g̱w               | ghw  | sem correspondência                                        |
| qʰʷ    | ḵw               | khw  | sem correspondência                                        |
| qʼʷ    | ḵ'w              | kh'w | semelhante a aquático                                      |
| χʷ     | x̱w               | xhw  | sem correspondência                                        |
| χʼʷ    | x̱'w              | xh'w | sem correspondência                                        |
| ʔ      | .                | .    | a pausa entre as vogais em ã-ã                             |
| h      | h                | h    | home, em inglês                                            |
| ʔʷ     | .w               | .w   | sem correspondência                                        |
| hʷ     | hw               | hw   | sem correspondência                                        |

## Gramática

### Pronomes
A língua tlingit tem 64 pronomes, muitos dos quais são idênticos em som, mas nem sempre na colocação.
Pronomes de terceira pessoa na língua tlingit não possuem gênero atribuido, ou seja, podem se referir a um homem ou uma mulher.
A língua possui pronomes independentes, que não estão especificamente ligados a um verbo ou a um termo relacional. Eles podem ser usados para especificar ou localizar uma pessoa, animal ou grupo.
|                 |                 | Singular | Plural   | Tradução                    |
| --------------- | --------------- | -------- | -------- | --------------------------- |
| Primeira pessoa | Primeira pessoa | x̱át      | uháan    | eu // nós                   |
| Segunda pessoa  | Segunda pessoa  | wa.é     | yeewháan | você // vocês               |
| Terceira pessoa | Humano          | hú       | hás      | ela // elas ele // eles     |
| Terceira pessoa | Não-humano      | á        | -        | isso                        |
| Terceira pessoa | Próximo         | ash      | -        | essa garota esse garoto     |
| Terceira pessoa | Distante        | á        | -        | aquela garota aquele garoto |
| Indefinido      | Humano          | ḵáa      | -        | alguém                      |
| Indefinido      | Não-humano      | át       | -        | algo                        |

|           | Tlingit | Tradução         |
| --------- | ------- | ---------------- |
| Partitivo | aa      | parte de um todo |
| Reflexivo | chúsh   | si mesmo         |
| Reciproco | wóosh   | um ao outro      |

Além dos pessoais, também podem se apresentar de maneira independente os pronomes partitivo, reflexivo e recíproco.
Os pronomes possessivos são posicionados antes do verbo
|                 |                 | Singular  | Plural    | Tradução                                  |
| --------------- | --------------- | --------- | --------- | ----------------------------------------- |
| Primeira pessoa | Primeira pessoa | ax̱        | haa       | meu / nosso                               |
| Segunda pessoa  | Segunda pessoa  | i-        | yee       | seu / de vocês                            |
| Terceira pessoa | Humano          | du        | has du    | dela // delas dele // deles               |
| Terceira pessoa | Não-humano      | a         | -         | seu                                       |
| Terceira pessoa | Próximo         | ash       | -         | dessa garota desse garoto                 |
| Terceira pessoa | Distante        | a         | -         | daquela outra garota daquele outro garoto |
| Indefinido      | Humano          | ḵaa       | -         | de alguém                                 |
| Indefinido      | Não-humano      | at        | -         | de algo                                   |
|                 |                 |           |           |                                           |
|                 |                 | Tlingit   | Tlingit   | Tradução                                  |
| Partitivo       | Partitivo       | aa        | aa        | de uma parte                              |
| Reflexivo       | Reflexivo       | chush sh- | chush sh- | de si mesmo                               |
| Reciproco       | Reciproco       | woosh     | woosh     | de cada um                                |

A posse também é marcada por um sufixo possessivo que se une ao substantivo possuído. Esse sufixo pode assumir quatro formas principais, a depender da forma da palavra relacionada. O tom do sufixo se torna o contrário do tom na silaba anterior.
| Não arredondada | Não arredondada | Arredondada | Arredondada |
| Fechada         | Aberta          | Fechada     | Aberta      |
| --------------- | --------------- | ----------- | ----------- |
| -i              | -yi             | -u          | -wu         |

A marcação completa de posse se apresentaria da seguinte maneira:
- hít - casa
- ax̱ hídi - minha casa

Quando o pronome se refere ao objeto de uma frase verbal, o pronome objeto é utilizado e posicionado antes do verbo.
|                 |            | Singular | Plural  | Tradução                |
| --------------- | ---------- | -------- | ------- | ----------------------- |
| Primeira pessoa |            | x̱át      | haa     | eu // nós               |
| Segunda pessoa  |            | i-       | yee     | você // vocês           |
| Terceira pessoa | Humano     | ∅- a-    | has s   | ela // elas ele // eles |
| Terceira pessoa | Não-humano | ∅- a-    | -       | isso                    |
| Terceira pessoa | Próximo    | ash      | -       | essa garota esse garoto |
| Terceira pessoa | Distante   | -        | -       | -                       |
| Indefinido      | Humano     | ḵaa- ḵu- | -       | alguém                  |
| Indefinido      | Não-humano | at       | -       | algo                    |
|                 |            |          |         |                         |
|                 |            | Tlingit  | Tlingit | Tradução                |
| Partitivo       | Partitivo  | aa       | aa      | parte de um todo.       |
| Reflexivo       | Reflexivo  | sh∅-     | sh∅-    | si mesmo                |
| Reciproco       | Reciproco  | woosh    | woosh   | um ao outro             |

Quando o pronome é agente em uma frase verbal (sujeito), a partícula pronominal se apresenta como prefixo do verbo.
|                 |            | Singular | Plural  | Tradução                                |
| --------------- | ---------- | -------- | ------- | --------------------------------------- |
| Primeira pessoa |            | x̱a-      | tu-     | eu // nós                               |
| Segunda pessoa  |            | i-       | yi-     | você // vocês                           |
| Terceira pessoa | Humano     | ∅-       | hass    | ela // elas ele // eles                 |
| Terceira pessoa | Não-humano | ∅-       |         | isto                                    |
| Terceira pessoa | Próximo    | -        |         | -                                       |
| Terceira pessoa | Distante   | du-      |         | aquela outra garota aquele outro garoto |
| Indefinido      | Humano     | du-      |         | alguém                                  |
| Indefinido      | Não-humano | -        |         | -                                       |
|                 |            |          |         |                                         |
|                 |            | Tlingit  | Tlingit | Tradução                                |
| Partitivo       | Partitivo  | -        | -       | -                                       |
| Reflexivo       | Reflexivo  | -        | -       | -                                       |
| Reciproco       | Reciproco  | woosh    | woosh   | cada um                                 |

Pronomes posposicionais são usado em certos verbos em tlingit onde algo vai em diração ao objeto. São posicionados antes do verbo.
|                 |            | Singular          | Plural            | Tradução                                          |
| --------------- | ---------- | ----------------- | ----------------- | ------------------------------------------------- |
| Primeira pessoa |            | ax̱ ee- x̱aan       | haa ee- ~ haa(n)- | para mim // para nós                              |
| Segunda pessoa  |            | i ee-             | yee ee-           | para você // para vocês                           |
| Terceira pessoa | Humano     | du ee- u-         | has du ee-        | para ela // para elas para eles // para elas      |
| Terceira pessoa | Não-humano | a ee- a- aan      | -                 | para isso                                         |
| Terceira pessoa | Próximo    | ash ee-           | -                 | para essa garota para esse garoto                 |
| Terceira pessoa | Distante   | a ee- a-          | -                 | para aquela outra garota para aquele outro garoto |
| Indefinido      | Humano     | ḵaa ḵu ee- ~ ḵoon | -                 | para alguém                                       |
| Indefinido      | Não-humano | at ee-            | -                 | para algo                                         |
|                 |            |                   |                   |                                                   |
|                 |            | Tlingit           | Tlingit           | Tradução                                          |
| Partitivo       | Partitivo  | aa ee-            | aa ee-            | para uma parte                                    |
| Reflexivo       | Reflexivo  | chush             | chush             | para si mesmo                                     |
| Reciproco       | Reciproco  | woosh             | woosh             | juntos para cada um                               |

### Substantivos

#### Alienabilidade
De maneira similar ao português, substantivos próprios em tlingit são nomes de pessoas, lugares, clãs, nações e "at.óow" (propriedade sagrada de clãs). Esses substantivos normalmente não recebem sufixos, pois não podem ser possuídos ou pluralizados.
Substantivos comuns podem ser alienáveis, inalienáveis ou alienados.
Substantivos alienáveis podem existir sem ser possuídos, podendo ou não receber sufixos a depender do contexto. Costumam ser pessoas, lugares e coisas, categoria chamada de a saayí (o nome de algo) em tlingit.
Substantivos inalienáveis devem estar possuídos por algo, mas não ganham um sufixo possessivo. São mais comumente termos de parentesco, partes do corpo e também incluem substantivos relacionais.
Substantivos alienados são substantivos inalienáveis que estão permanentemente separados de qualquer coisa com a qual mantinham relação anteriormente, passando a possuir um sufixo possessivo. Isso ocorre, por exemplo, com partes de animais quando são removidas.
- g̱áx̱ jín → pata de coelho (ainda ligada ao animal)
- g̱áx̱ jíni → pata de coelho (removida permanentemente do animal, adição do sufixo -i)

#### Número
Para marcação de plural, o sufixo -x' é adicionado ao substantivo, como exemplificado a seguir:
- ḵóok → caixa
- ḵóokxʼ → caixas (adição do sufixo -x')

#### Diminutivo
A marcação da característica diminutiva, para se descrever um substantivo menor que o comum, é feita com a adição do sufixo -k'.
- ḵóok → caixa
- ḵóokkʼ → pequena caixa, caixinha (adição do sufixo -k')

Em especial, o plural diminutivo é marcado pela adição do sufixo -xʼi e o adjetivo pós posicional diminutivo sáani.
- ḵóok → caixa
- ḵookxʼi sáani→ pequenas caixas, caixinhas (adição do sufixo -xʼi + sáani)

### Verbos

#### Tempo
Antes do verbo, todos os modos futuros requerem «kei» para todos os verbos de conjugação ga e «yei» para todos os verbos de conjugação g̱a. Não há nada antes do verbo de conjugação na e ∅.
Exemplos:
- Kei tugux̱la.aan (ele/ela será gentil) - prefixo de conjugação: ga
- Yei at gug̱wachoox̱ (ele/ela carregará de graça) -prefixo de conjugação: g̱a

O futuro negativo possui duas alterações em relação à forma afirmativa, a adição da palavra tlél antes do verbo e a mudança de raízes abertas, aspiradas e fechadas se tornam longas e baixas e as raízes glotais e ejetivas se tornam longas e altas (exceto para raízes invariáveis).
- Yei kḵwasatéen (eu verei isso) - Futuro afirmativo
- Tlél yei kḵwasateen (eu não verei isso - Futuro negativo

#### Modo
O modo realis não possui marcação, enquanto o modo irrealis possui prefixo u- ligado ao verbo, que pode ou não ser alterado ai se unir ao prefixo temático.
| Contração       | Exemplo             | Tradução                    |
| --------------- | ------------------- | --------------------------- |
| ka- + u- = koo- | akahées’            | Ele/ela pega emprestado     |
| ka- + u- = koo- | tlél akoohées’      | Ele/ela não pega emprestado |
| ya- + u- = yoo- | a daa yas.éix       | Ele/ela examina isso        |
| ya- + u- = yoo- | tlél a daa yoos.éix | Ele/ela não examina isso    |

#### Aspecto
O aspecto perfectivo é marcado pelo prefixo ÿu-. Quando ocorre junto ao sujeito da segunda pessoa do singular, esse prefixo se torna ÿi-.
ÿisitihn
ø-ÿu-i-si-tin-h
3.OBJ-PFV-2S.SUJ-CLS-ver-VAR
Você viu isso.
O aspecto imperfectivo pode ser afirmativo ou negativo. A forma imperfeita afirmativa não requer prefixos ou sufixos além dos elementos básicos do próprio verbo. A raiz do verbo no imperfeito é totalmente imprevisível com relação ao tom e comprimento da vogal.
wé yaakw akg̱ wahéinin
wé yaakw a- k- g̱ - w- a- √.héin -in
Ele seria o dono [daquele barco].
(Mas ele foi interrompido, algo aconteceu para impedi-lo de possuir o barco)

### Sentença
Ordem da frase e alinhamentoTlingit tem ordem da frase livre, ou seja, a maioria das permutações de verbo, sujeito e objeto formam uma frase coerente em tlingit.
No entanto, existem efeitos pragmáticos do discurso associados a ordens particulares, além de alguns falantes nativos acham as ordens sujeito-verbo-objeto e verbo-sujeito-objeto "estranhas".
wé shaawátch xóots awsiteen / wé shaawátch wusiteen xóots / xóots awsiteen wé shaawátch
[wé shaawát-ch] [xóots] [a-ÿu-ø-si-teen]
[DEM.MDIST mulher-ERG] [urso.marrom] [3.OBJ-PFV-3.SUJ-CLS-ver
A mulher viu o urso
A língua é ergativa-absolutiva, recebendo o sufixo -ch no sujeito para marcar ergatividade. Por outro lado, não existe marcação de absolutivo.
Exemplo de frase transitiva:
Ax̱ éeshch útlx̱i as.ée
ax̱ éesh-ch útlx̱i a-ø-ø-sa-.i-ː
1S.POS pai-ERG sopa 3.OBJ-???-3.SUJ-CLS-cozinhar-VAR
Meu pai está fazendo sopa.
Exemplo de frase com objeto intransitivo (inacusativa):
X̱ʼalchán yanéekw
X̱ʼalchán   ø-ø-ÿa-nikw-ː
X̱ʼalchán 3.OBJ-???-CLS-doente-VAR
X̱ʼalchán está doente.
Exemplo de frase com sujeito intransitivo (inergativa):
X̱ʼalchán woogoot
X̱ ʼalchán ÿu-ø-ÿa-gut-h
X̱ʼalchán PFV-3.SUJ-CLS-ir.SG-VAR
X̱ʼalchán foi.

## Vocabulário

### Numeração
O sistema de numeração da língua tlingit é decimal e se diferencia na contagem de pessoas. Os números de 1 a 9 possuem nomes próprios:
| Número | Tlingit      | Número | Tlingit              | Número | Tlingit             |
| ------ | ------------ | ------ | -------------------- | ------ | ------------------- |
| 1      | tléix’       | 10     | jinkaat              | 100    | tléix’ hándid       |
| 2      | déix̱         | 20     | tleiḵáa              | 200    | déix̱ hándid         |
| 3      | násʼk        | 30     | násʼk jinkaat        | 300    | násʼk hándid        |
| 4      | daaxʼoon     | 40     | daaxʼoon jinkaat     | 400    | daaxʼoon hándid     |
| 5      | keijín       | 50     | keijín jinkaat       | 500    | keijín hándid       |
| 6      | tleidooshú   | 60     | tleidooshú jinkaat   | 600    | tleidooshú hándid   |
| 7      | dax̱adooshú   | 70     | dax̱adooshú jinkaat   | 700    | dax̱adooshú hándid   |
| 8      | nasʼgadooshú | 80     | nasʼgadooshú jinkaat | 800    | nasʼgadooshú hándid |
| 9      | gooshúḵ      | 90     | gooshúḵ jinkaat      | 900    | gooshúḵ hándid      |

Dezenas são formadas por duas palavras: o algarismo em questão e dez (ex: 40 → daaxʼoon jinkaat [literalmente "quatro dez"]). As únicas exceções são os úmeros 10 e 20 (jinkaat e tleiḵáa, respectivamente.)
Para se formarem os números de 11 a 19, 21 a 29, 31 a 39, etc., basta adicionar a palavra para sua dezena, a partícula ka e o número das unidades. Os números 10 e 20 são exceções a regra por possuírem palavra específica que não é multiplicada:
- 11 (10 + 1) → jinkaat ka tléix’ nasʼgadooshú
- 28 (20 + 8) → tleiḵáa ka nasʼgadooshú
- 73 (70 + 3) → dax̱adooshú jinkaat ha násʼk

As centenas seguem a mesma regra, começando pela unidade que multiplica a palavra hándid (cem). Dezenas e unidades do mesmo número são ainda adicionadas pela partícula ka. Hándid é muito provavelmente um empréstimo linguístico de hundred (cem em inglês).
- 107 (100 + 8) → tléix’ hándid ka
- 460 (400 + 60) → daaxʼoon hándid ka tleidooshú jinkaat
- 525 (500 + 20 + 5) → keijín hándid ka tleiḵáa ka keijín

## Menções
Uma palavra na língua tlingit (Sayéik, traduzida como "voz de um espírito ajudante") já foi utilizada como título de um filme de pesquisa, feito pelo estudante Luke Holton, da University of Alaska Southeast.